# Citepus (Pelabuhan Ratu)
Citepus is een bestuurslaag in het regentschap Sukabumi van de provincie West-Java, Indonesië. Citepus telt 11.486 inwoners (volkstelling 2010).